# Oonops donaldi
Oonops donaldi là một loài nhện trong họ Oonopidae.
Loài này thuộc chi Oonops. Oonops donaldi được Arthur M. Chickering miêu tả năm 1951.